# Miconia dichrophylla
Miconia dichrophylla är en tvåhjärtbladig växtart som beskrevs av James Francis Macbride. Miconia dichrophylla ingår i släktet Miconia och familjen Melastomataceae. Inga underarter finns listade i Catalogue of Life.